# Solo V
Solo V is een compositie van Kalevi Aho.
Aho leverde een constante stroom aan symfonieen en concerto’s af. In aanvulling daarop is zijn oeuvre aan solostukken en kamermuziek beperkter en onbekender. In de reeks solostukken schreef hij er tot 1 januari 2018 twaalf onder de gezamenlijke titel Solo. Solo V is daarbij voor fagot solo. Aho, geïntrigeerd door de fagot, schreef voor dat muziekinstrument nu juist weer meerdere werken: Kwintet voor fagot en strijkkwartet (1977), Kwintet voor altsaxofoon, fagot, altviool, cello en contrabas (1994), Solo V (1999), Ballade voor fluit, fagot, cello en piano (1999) en een fagotconcert (2004), gevolgd door een contrafagotconcert (2005). 
Aho schreef Solo V voor Harri Ahmas, de fagottist van het Symfonieorkest van Lahti, het orkest dat veel van Aho’s werken heeft uitgevoerd en opgenomen. Aho kwam met een stuk waarbij de nadruk ligt op de boventonen van de fagot en ook de mogelijkheid om meerstemmig op dat muziekinstrument te spelen. Het is tevens virtuoos. Het maakt het werk zeer arbeidsintensief en vermoeiend voor het embouchure. Het werk begint met de laagste toon op de fagot Bes.
Harri Ahmas speelde het werk voor het eerst op 13 (of 15) november 1999 op een concert in München. Het werk kreeg in 2016 een Nederlands tintje toen Bram van Sambeek het werk opnam (samen met Aho’s fagotconcert) voor het platenlabel Bis Records. Sambeek had Solo V in september 2015 al in Utrecht gespeeld in het kader van de door hem gestarte actie "Red de fagot". 